# 向島 (母島列島)
向島（むこうじま）は東京都小笠原村にある島。

## 概要
向島は小笠原群島の母島列島にある無人島である。
ユネスコの世界遺産（自然遺産）に登録されている小笠原諸島の構成資産。
- 向島と周辺の岩礁等（英語: Mukohjima and peripheral reefs）、世界遺産登録ID 1362-013[1]